# Jean Véronis
Jean Véronis (3 de junio de 1955 - 8 de septiembre de 2013) fue un lingüista francés, informático y bloguero. Sus intereses de investigación incluyen el procesamiento del lenguaje, la minería y la normalización de texto natural. Fue uno de los fundadores del campo que ahora se llama humanidades digitales.
En 2006, su blog fue incluido entre los 15 más influyentes por Le Monde.